# José Antonio Kast
José Antonio Kast Rist (Santiago, 18 de enero de 1966) es un abogado y político chileno de ascendencia alemana, líder del Partido Republicano, exdiputado y candidato presidencial en las elecciones de 2017, 2021 y 2025.
Ejerció como concejal de la comuna de Buin (1996−2000) y como diputado de la República durante cuatro periodos consecutivos (2002−2018). Hasta 2014 representó al distrito 30, que incluía las comunas de Buin, Paine, San Bernardo y Calera de Tango; y hasta 2018 al distrito 24, que comprendía a La Reina y Peñalolén.
Fue militante histórico de la Unión Demócrata Independiente (UDI) hasta su renuncia el 31 de mayo de 2016. Fue candidato independiente en la elección presidencial de 2017, quedando en cuarto lugar. En 2018 lideró el movimiento Acción Republicana.
En 2019 fundó el Partido Republicano, siendo candidato presidencial a la elección de noviembre de 2021 por este. Presidió la organización internacional «Political Network for Values» entre 2022 y 2024.
Ha sido descrito por algunos medios como un político y persona ultraconservador y de extrema derecha.

## Vida personal

### Familia

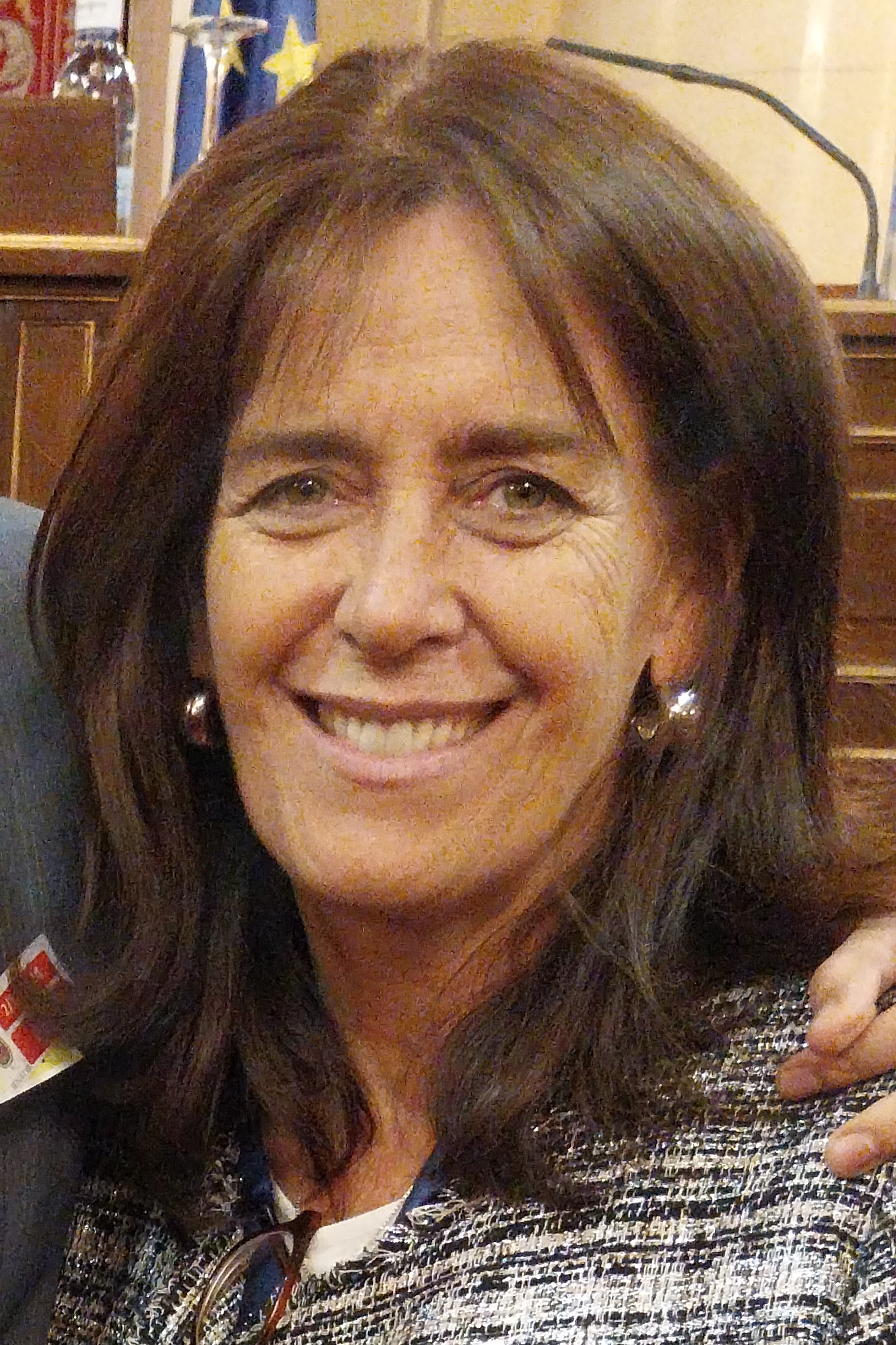
María Pía Adriasola, esposa de José Antonio Kast.

Es el hijo menor de Michael Kast Schindele y Olga Rist Hagspiel, inmigrantes alemanes que llegaron a Chile en los años 1950, luego de la Segunda Guerra Mundial. Su padre fue militante del Partido Nacionalsocialista Obrero Alemán, también conocido como Partido Nazi, en el que se inscribió en 1942. Tiene nueve hermanos: Bárbara (exconcejala de Paine desde 2012 hasta 2021), Michael (exministro de Estado durante la dictadura de Augusto Pinochet y presidente del Banco Central), Erika, Mónica (escritora), Christian y Verónica (empresarios), Gabriela (autora), Hans (sacerdote) y Rita. Es tío de los también políticos Felipe y Pablo Kast.
En abril de 1991 se casó con la abogada María Pía Adriasola Barroilhet, con quien tiene nueve hijos. Ambos se conocieron mientras estudiaban derecho en la Pontificia Universidad Católica de Chile.
Es católico practicante y pertenece al movimiento Schönstatt.

### Estudios y vida laboral
Estudió en el Colegio Alemán de Santiago. Ingresó a estudiar derecho en la Pontificia Universidad Católica de Chile, de donde se licenció en ciencias jurídicas en 1990 con la tesis Los derechos de asociación y reunión, la libertad de prensa y el sufragio en José Victorino Lastarria Santander. Juró como abogado en 1991, y es miembro del Colegio de Abogados.
Trabajó como gerente de la rama inmobiliaria de su familia desde antes de terminar sus estudios hasta que fue elegido diputado por la zona de Buin, Calera de Tango, Paine y San Bernardo. Durante la década de 1990 ejerció libremente su profesión, como socio del bufete de abogados Kast, Pinochet, De la Cuadra & Cía., que fundó en 1989 junto con Francisco Pinochet Cantwell, del cual se retiró en 2002.
También se desempeñó como profesor de la cátedra de derecho civil y comercial en el Instituto de Economía de la Facultad de Ciencias Económicas y Administrativas de la Universidad Católica. Fue integrante del directorio de la Fundación Jaime Guzmán (FJG), think tank y grupo de presión cercano al neoliberalismo y basado en el pensamiento del exsenador homólogo.

## Carrera política

### Inicios
En su universidad, fue elegido consejero superior y candidato a la presidencia de la Federación de Estudiantes (FEUC) por el Movimiento Gremial, en esta última ganó las elecciones el abogado constitucionalista Patricio Zapata, miembro de la Democracia Cristiana Universitaria. También formó parte del centro de alumnos de la Escuela de Derecho, donde conoció a Jaime Guzmán, quien lo motivó para entrar al partido Unión Demócrata Independiente.
En 1988 apareció en la franja electoral para el plebiscito nacional, apoyando la opción «Sí», que buscaba la continuidad del entonces dictador Augusto Pinochet en la presidencia de la República.
En 1996 se presentó a las elecciones municipales de ese año como candidato a la alcaldía de Buin, ubicada al sur de la Región Metropolitana de Santiago. Tras quedar en segundo lugar, asumió como concejal de la misma, cargo que ocupó entre ese año y 2000, correspondiéndole también el ejercicio del cargo de alcalde protocolar.

### Diputado por el distrito 30 (2002−2014)

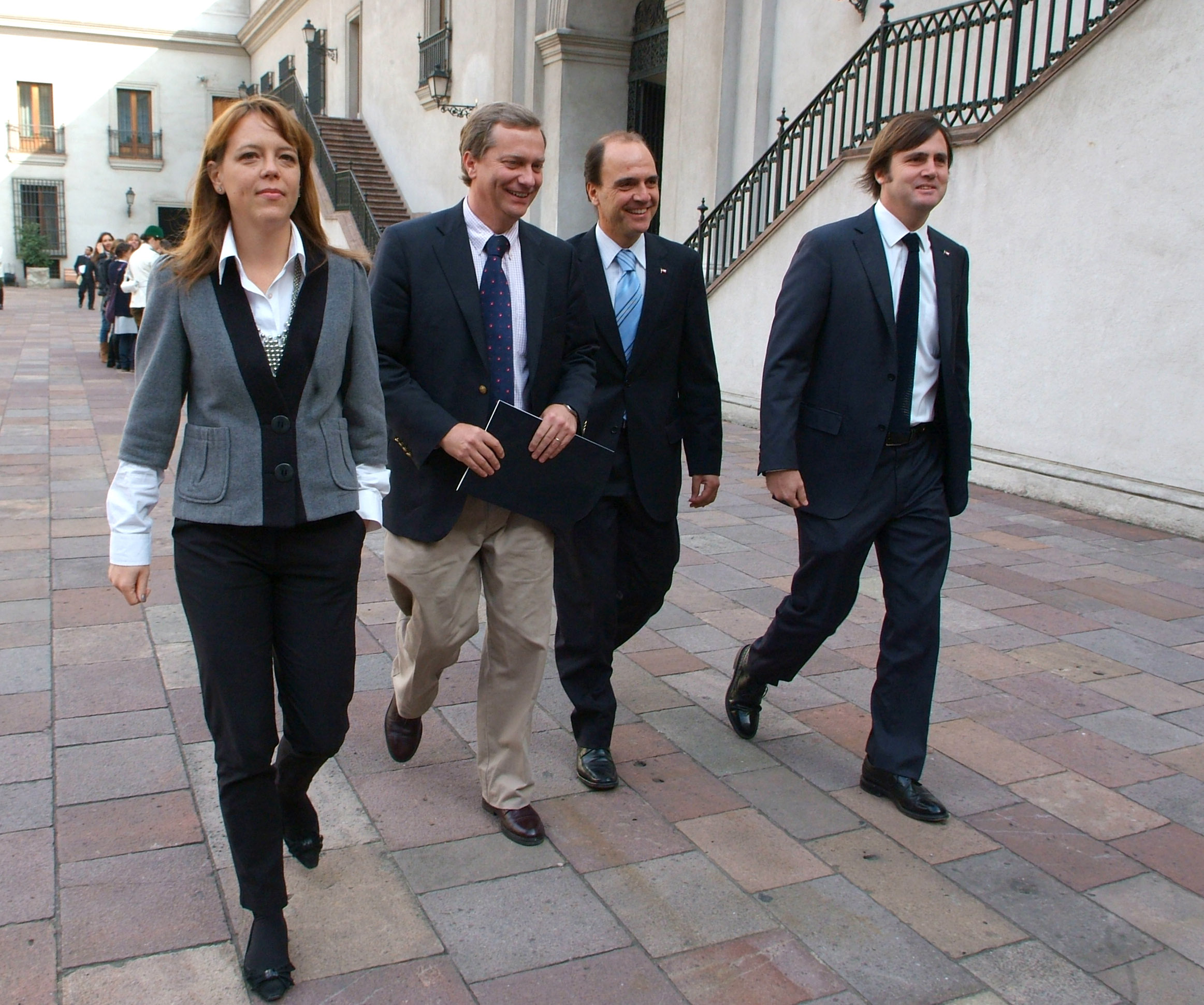
Ena von Baer, Kast, Cristián Monckeberg y Pedro Browne en el Palacio de La Moneda en 2011.

En 2001 se presentó como candidato a diputado por el Distrito N.º 30, correspondiente a las comunas de Buin, Calera de Tango, Paine y San Bernardo en la Región Metropolitana, resultando electo con la primera mayoría para el período parlamentario 2002-2006. Durante este período integró la Comisión Permanente de Educación, Cultura, Deportes y Recreación; y la de Familia, y fue miembro de la Comisión Especial que establece beneficios para los discapacitados y la Especial de la Juventud.
En 2005 se presentó a la reelección por el mismo distrito, compitiendo esta vez con Ramón Farías; en las elecciones de diciembre de ese año fue reelecto para el período 2006-2010. Integró las comisiones de Educación, Especial de la Juventud, Familia, Gobierno Interior y la Investigadora sobre creación de carrera de criminalística.[cita requerida]
En 2007 ganó la votación entre sus pares diputados de la UDI para ser el jefe de bancada del partido en la Cámara; en 2008 fue reelecto unánimemente. Luego de que Hernán Larraín anunciara el 29 de mayo de 2008 que no postularía a una reelección en el cargo de presidente de la UDI, Kast anunció su candidatura al cargo, «proponiéndole a muchas personas dentro de la UDI que demos un golpe a la cátedra y nos juguemos por un ideal joven y renovado». En esa oportunidad contó con el respaldo de Darío Paya, Marisol Turres, Claudio Alvarado, Marcela Cubillos, Rodrigo Álvarez y Felipe Ward, entre otros. No obstante, frente a Juan Antonio Coloma Correa, apoyado por dirigentes como Andrés Chadwick, Pablo Longueira y Jovino Novoa, solo logró obtener el 36 % de los votos.
En diciembre de 2009, fue reelecto por su mismo partido y distrito, por el periodo legislativo 2010 a 2014. Integrante de las comisiones permanentes de Educación, Deportes y Recreación; Salud, y de Economía, Fomento y Desarrollo. Forma parte del comité parlamentario de la UDI. En 2010, Kast se enfrentó a Juan Antonio Coloma Correa por la presidencia de la UDI, obteniendo un 33 % de los votos del Consejo General. En 2011 fue elegido como jefe de la bancada de la UDI en la Cámara. Asumió como secretario general de la UDI el 30 de marzo de 2012, por un periodo de dos años.

### Diputado por el distrito 24 y primera candidatura presidencial (2014−2018)

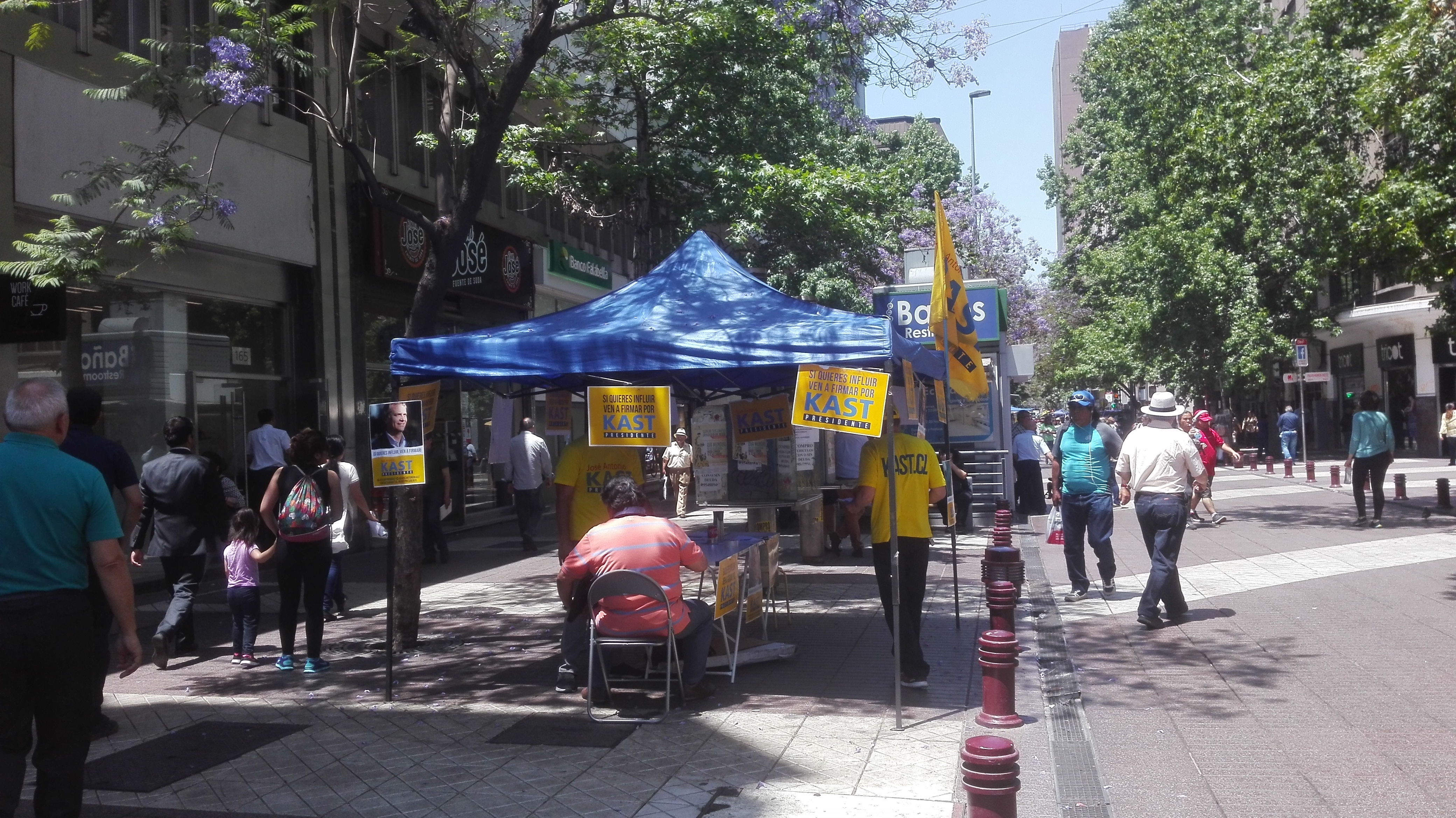
Recolección de firmas para inscribir la candidatura presidencial de Kast en el Paseo Estado.

Fue precandidato a senador por Santiago Oriente con miras a las elecciones de 2013, aunque bajó su candidatura en favor del exministro Laurence Golborne. Tras esto, decidió repostular como diputado por el distrito n.º 24, correspondiente a las comunas de La Reina y Peñalolén, donde finalmente resultó elegido para el periodo 2014−2018. Sucedió en el cargo a María Angélica Cristi.
Para esta campaña parlamentaria fue financiado por el Grupo Penta a través del holding Banmédica. Asimismo, Kast afirmó que de los $126,6 millones de pesos gastados en su campaña parlamentaria, $94,7 millones correspondía a aportes reservados.
En septiembre de 2015 anunció su intención de competir en una eventual primaria de Chile Vamos. El 31 de mayo de 2016 renunció a su militancia en la UDI, entre otras razones, para continuar con sus aspiraciones presidenciales. Desde entonces comenzó a recolectar firmas para levantar su candidatura independiente. El 1 de abril de 2017 anunció que había conseguido más de 30 000 firmas para inscribir su candidatura, lo cual realizó el 18 de agosto. El 14 de septiembre recibió el respaldo del partido político en formación Unidos en la Fe.
En la primera vuelta de la elección presidencial, obtuvo el cuarto lugar con el 7,93 % de los votos; en las encuestas, marcaba entre el 2 y el 3 %. Tras la primera vuelta, dio su apoyo al candidato de Chile Vamos, Sebastián Piñera, sumándose a su campaña con miras al balotaje, del cual resultó ser el ganador. Después de esos comicios, declaró que formaría un movimiento político de carácter transversal que fuera compatible con la militancia en un partido. Finalizó su período como diputado el 11 de marzo de 2018 quedando así fuera de todo cargo político.

### Conformación del Partido Republicano, segunda candidatura presidencial y plebiscitos constitucionales (2018−2022)

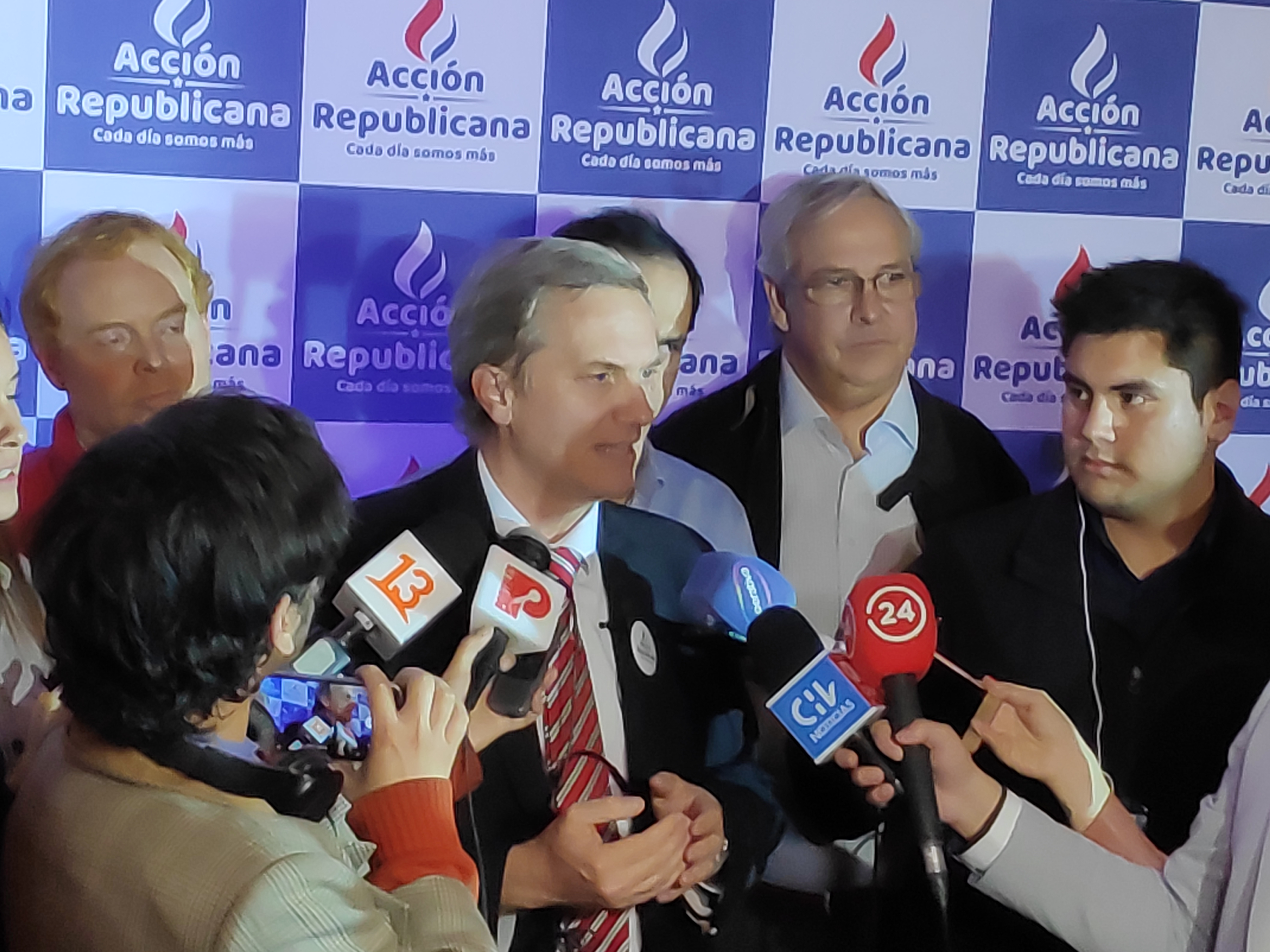
José Antonio Kast en el primer aniversario de Acción Republicana en 2019.

El 3 de marzo de 2018 Kast realizó la primera reunión del movimiento político que el 19 de abril sería presentado oficialmente bajo el nombre Acción Republicana. Dicho movimiento fue señalado como la plataforma para la candidatura presidencial de Kast para la elección de 2021.
En marzo de 2018, Kast visitó diversas universidades del país realizando charlas; en plena gira, denunció censura por parte de la Universidad de Concepción y la Universidad Austral. Durante su visita a la Universidad Arturo Prat en Iquique un grupo de universitarios agredió a Kast físicamente, impidiendo así la realización de la charla y dejando al político con lesiones. Este hecho fue condenado por el gobierno, la coalición oficialista y parte de la sociedad civil. Kast también fue atacado en la Universidad Católica de Temuco, debiendo salir del establecimiento con escolta policial.
Antes de las elecciones presidenciales de Brasil de 2018, José Antonio Kast apoyó la candidatura de Jair Bolsonaro y tras su triunfo en las elecciones dijo sentirse admirado por la figura del nuevo presidente brasileño; si bien afirma que no apoya del todo sus propuestas, sí considera que representa el orden público, la autoridad, la familia tradicional, el desarrollo económico y que es contrario a la corrupción. Kast viajó a Brasil y se reunió con Bolsonaro.
El 26 de mayo de 2019 Kast creó el think tank Ideas Republicanas. El 10 de junio del mismo año, inscribió ante el Servel el Partido Republicano. En 2020 fue uno de los firmantes de la Carta de Madrid. En el plebiscito constitucional de entrada de 2020, el Partido Republicano apoyó como partido la opción «Rechazo», la cual perdió contra la opción «Apruebo».
Anunció su segunda candidatura presidencial el 18 de julio de 2021, mismo día en que se realizaban las elecciones primarias presidenciales, designando como vocera de su comando a la militante UDI, Macarena Santelices.

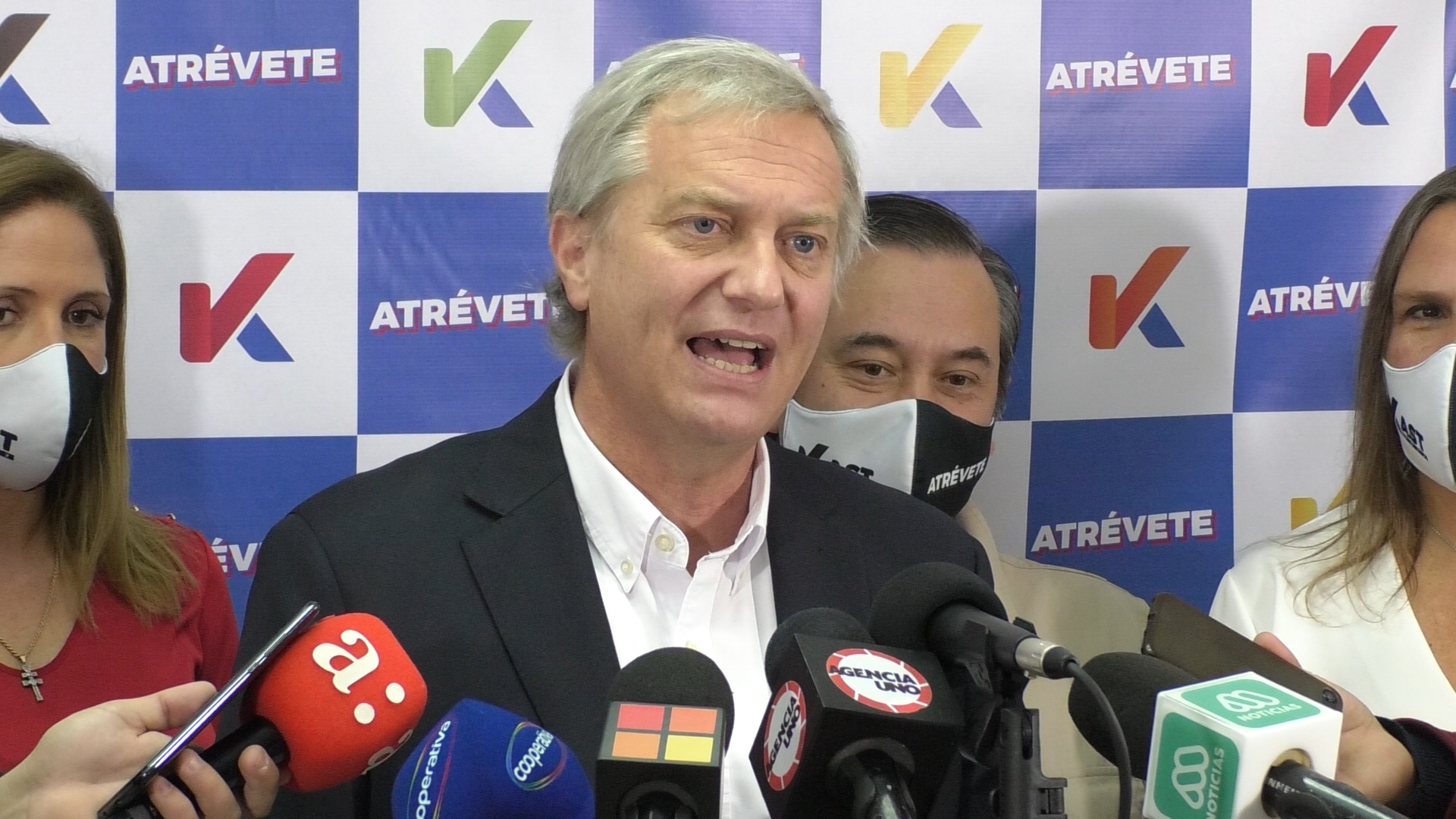
Kast presentando su campaña presidencial de 2021

Logotipo de campaña presidencial de Kast de 2021

El 21 de noviembre de 2021 se realizó la primera vuelta de la elección presidencial de Chile, en donde José Antonio Kast logró pasar a la segunda vuelta obteniendo la primera mayoría con 1 961 387 votos equivalente al 27,91 % de votos válidamente emitidos, llegando a segunda vuelta con el candidato de Apruebo Dignidad, Gabriel Boric, tras obtener el segundo lugar con el 25,83 % de votos. El mismo día, Kast renunció a la presidencia del Partido Republicano para dedicarse por completo en la campaña de la segunda vuelta presidencial. Al día siguiente la Unión Demócrata Independiente le entregó su apoyo «sin exigencias ni condiciones». El 24 de noviembre, Evolución Política también anunció su apoyo a la candidatura de Kast en segunda vuelta, asegurando además que no participarían del gobierno de Kast de ninguna forma. Un día después Renovación Nacional hizo oficial su apoyo a la candidatura de Kast. Poco más de una semana luego de las elecciones, el excandidato presidencial de Chile Podemos + Sebastián Sichel junto a su equipo enviaron a José Antonio Kast una lista con nueve compromisos «para reforzar la democracia» que el candidato debía aceptar para que Sichel manifestara públicamente su apoyo a la candidatura en la segunda vuelta presidencial.

- Mantener a Chile en Naciones Unidas.
- Mantener el INDH y no modificar los régimen de excepción.
- Respeto a los LGBT y condena a los discurso de odio.
- No derogar el aborto ni la unión civil.
- Reconocer al calentamiento global y no retroceder en su mitigación.
- No eliminar el ministerio de la Mujer y la Equidad de Género, no discriminar a madre solteras ni disminuir los programas de violencia doméstica
- Sostener el apoyo a hogares vulnerables.
- No retroceder en derecho de alimentos.
- No retroceder en vacuna contra la COVID-19 ni en el pase de movilidad

Las 9 condiciones que pide Sebastián Sichel para apoyar a Kast en segunda vuelta.

Días después, José Antonio Kast se manifestó a favor de aprobar el petitorio, por lo que Sichel declaró su compromiso con la candidatura; sin embargo, la campaña de Kast incumplió varios de los puntos del petitorio.
El 18 de diciembre el excandidato presidencial del Partido de la Gente, Franco Parisi, le entregó su apoyo a José Antonio Kast. Esto luego de los resultados de una consulta interna del partido en donde los militantes prefirieron apoyar a Kast con un 61,41 % de los votos frente a un 6,58 % que se inclinó por Gabriel Boric. En la segunda vuelta, realizada el 19 de diciembre, Kast obtuvo el 44,13 % de los votos, siendo derrotado por Gabriel Boric, quien obtuvo el 55,87 % de las preferencias y se convirtió en el nuevo presidente de Chile. Kast se transformó en el primer candidato, desde 1999, que tras liderar la elección presidencial en primera vuelta, pierde el balotaje.
En el plebiscito constitucional de salida de 2022, el Partido Republicano apoyó como partido la opción «Rechazo», la cual salió victoriosa contra la opción «Apruebo». A diferencia del plebiscito anterior esta vez hubo voto obligatorio y las restricciones de la pandemia de COVID-19 eran menores.

### Presidencia de la «Political Network for Values» (2022−2024)

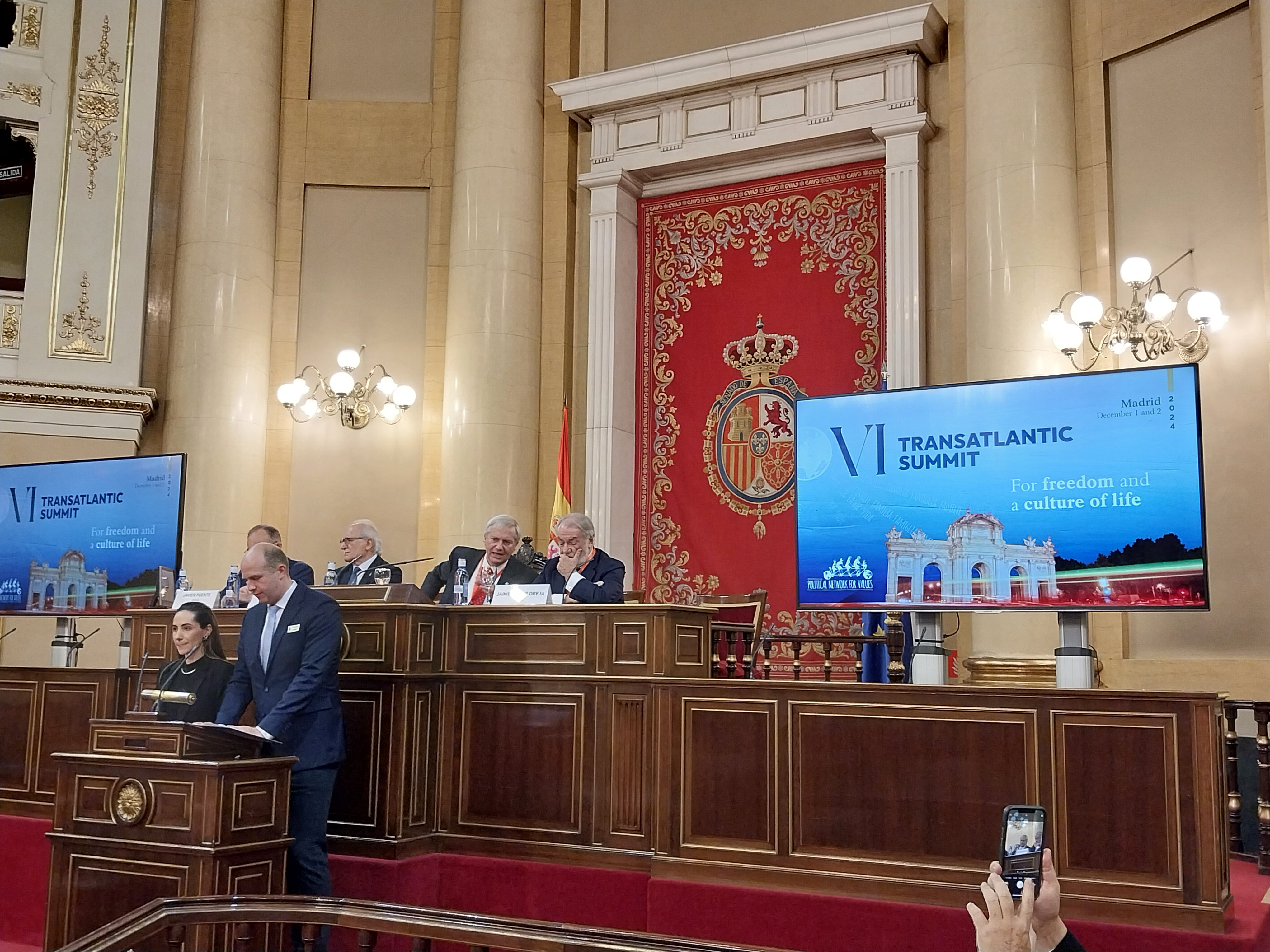
José Antonio Kast en la VI Cumbre Transatlántica de la Political Network for Values al interior del Senado de España en 2024.

Entre marzo de 2022 y diciembre de 2024 presidió la red internacional conservadora «Political Network for Values».

### Consejo Constitucional y plebiscito (2023)

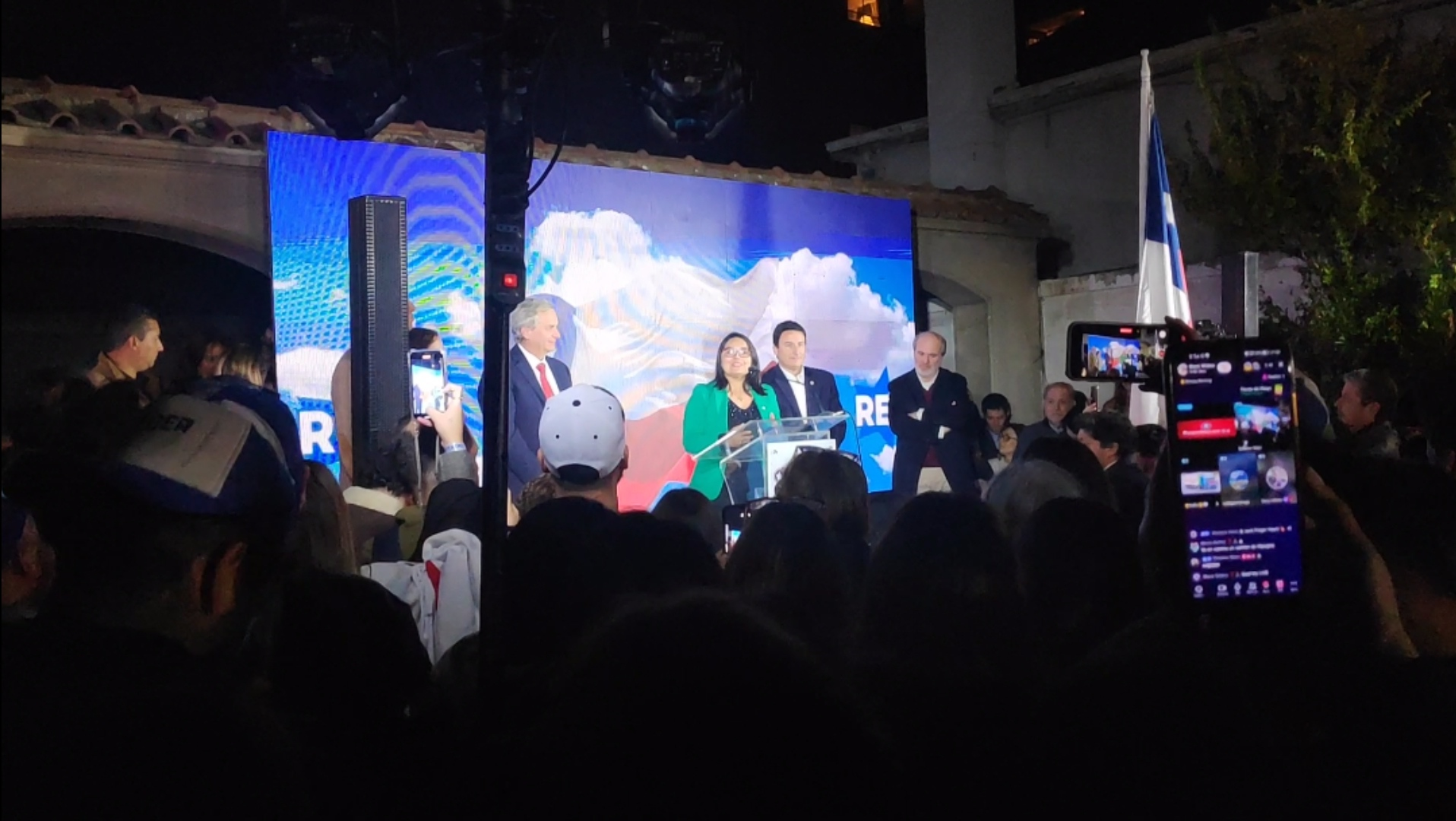
José Antonio en el comando del Partido Republicano tras su triunfo en mayo de 2023.

Anteriormente a la elección, el partido se mostró en contra de la creación del Consejo Constitucional tras el triunfo del «Rechazo» en el plebiscito de salida anterior, sin embargo, la colectividad consideró importante el participar del proceso una vez que éste no pudo ser detenido ni tampoco existió otro plebiscito de entrada.
En 2023 se formó el Consejo Constitucional para hacer la nueva Constitución, este Concejo estuvo integrado por 51 concejeros de los cuales los chilenos eligieron 34 de derecha (23 Republicanos y 11 de Chile Vamos) y 16 de izquierda en mayo de ese año. En noviembre la directiva del partido acordó ir por la opción «A Favor» en el plebiscito constitucional de diciembre, siendo victoriosa la opción «En Contra». Luego de la derrota de dicha opción, José Antonio Kast reconoció el fracaso en la campaña.

### Tercera candidatura presidencial (2024−)
En noviembre de 2024, el Partido Republicano confirmó a José Antonio Kast como su candidato a la primera vuelta de la elección presidencial de 2025, rechazando participar de primarias junto a Chile Vamos y otros candidatos de la oposición.

## Pensamiento político

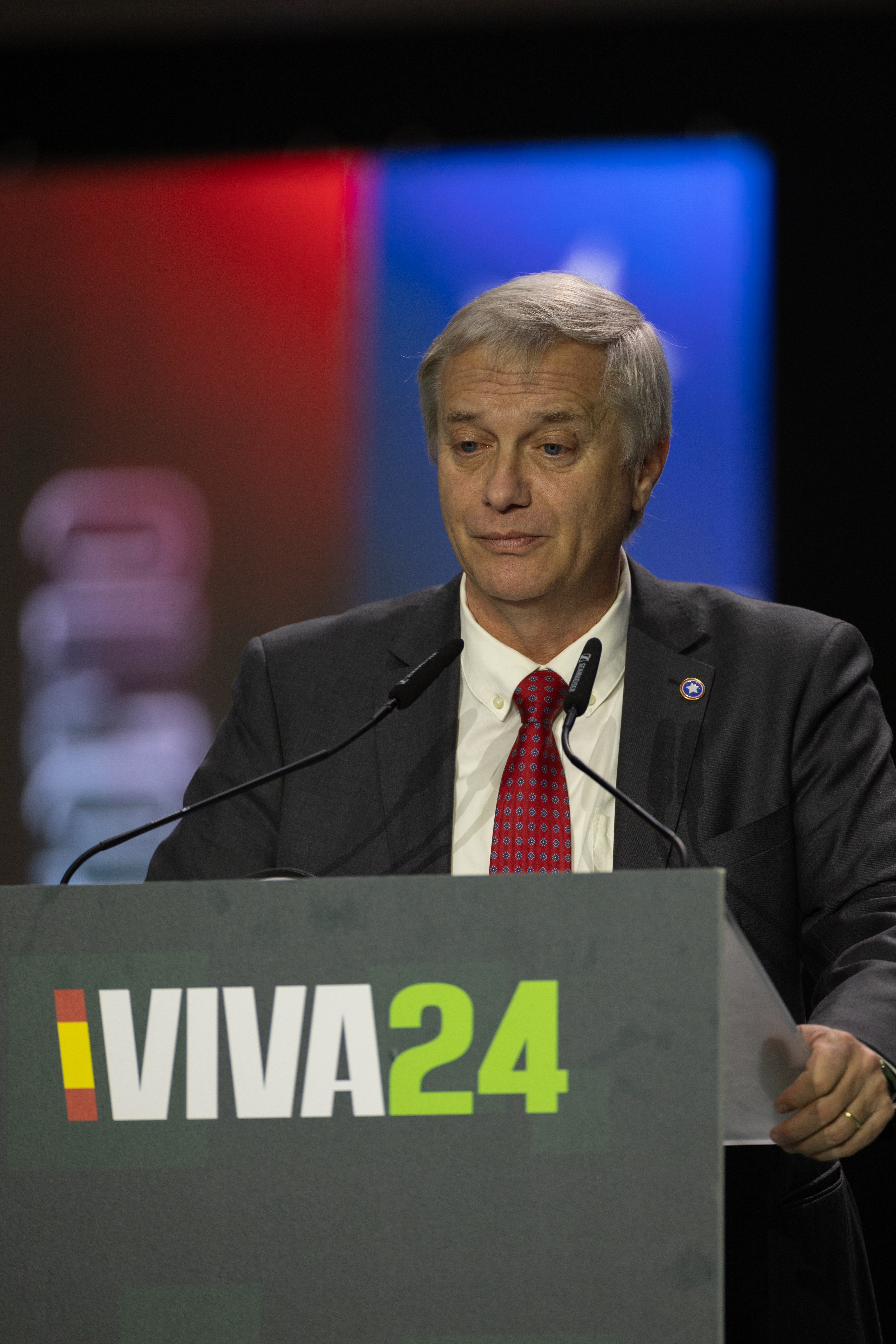
José Antonio Kast en un evento del partido político español Vox

Es descrito por varios analistas, académicos y medios de comunicación como ultraconservador, de extrema derecha, pinochetista, provida y populista. Kast se define como de «derecha a secas». También ha sido acusado en particular de promover fake news.
Entre los líderes internacionales a los que ha apoyado están Donald Trump, Jair Bolsonaro,Alberto Fujimori, Javier Milei o Giorgia Meloni.

### Derechos Humanos
Varios medios han tachado a Kast de «pinochetista». Aunque él mismo niega denominarse así, ha apoyado públicamente la gestión realizada durante la dictadura y relativizado las acusaciones de violaciones a los derechos humanos, cuestionando los juicios realizados contra los responsables.Durante su candidatura presidencial, declaró en una entrevista realizada en noviembre de 2017, que tras reunirse con Miguel Krassnoff (condenado a 1047 años de presidio por secuestro y desaparición de opositores entre 1974 y 1976) en la cárcel de Punta Peuco, que duda de las acusaciones en su contra. En esa misma entrevista, afirmó que si Augusto Pinochet siguiera con vida, votaría por él, y de que el gobierno de este había sido mejor que el primer período presidencial de Sebastián Piñera (2010-2014).
Otra polémica relacionada al tema, fue durante su presentación del movimiento político Acción Republicana en abril de 2018, en el que mientras se tomaba fotos con sus partidarios, se difundió una en donde posaba junto a un joven, cuya camiseta decía "Pinochet's helicopter tours", haciendo alusión de forma burlona a la Caravana de la Muerte. La imagen generó una fuerte polémica, y que Kast afirmó que se sacó cientos de fotos, y no se percató de la frase de la camiseta. Kast agregó "es una burla cruel, inhumana e inaceptable, que condeno absolutamente y jamás me prestaría para algo así". A pesar de sus dichos, durante la presentación de su movimiento político, estuvieron figuras controvertidas como Cristián Labbé, reconocido pinochetista, quien es acusado por violaciones a los derechos humanos en Tejas Verdes.
En 2016 Kast defendió la inocencia de Julio Castañer, exmilitar que fue condenado con 10 años de cárcel por su participación en el Caso Quemados. Mientras que en 2021 indicó que Castañer «estaba dando una batalla increíble porque se haga justicia». En marzo de 2022, Castañer fue finalmente condenado a 20 años de cárcel por su participación en el hecho según la justicia, algo negado por Castañer.

#### Caso de Camilo Catrillanca
Luego de que el comunero mapuche Camilo Catrillanca muriera el 15 de noviembre de 2018 por disparos de un contingente de Carabineros de Chile miembros del Comando Jungla en la Región de la Araucanía, Kast acusó a la izquierda de intentar dividir el país ante la muerte del Catrillanca, y defendió el actuar de Carabineros. Con el transcurso de los días, en el que se cambió en numerosas ocasiones la versión de los hechos en contra de Carabineros y el Gobierno, al punto de llevar a la renuncia del Intendente Luis Mayol, Kast criticó la falta de carácter del gobierno por aceptar la renuncia de Mayol bajo la presión de la oposición, y tildó a la izquierda como los únicos responsables de la muerte de miles de personas por su incompetencia. Posteriormente, ante la revelación de que carabineros habría destruido la tarjeta de memoria que grabó el asesinato de Catrillanca, Kast dijo que era una exageración, y que por ello, no se deberían ir los carabineros de la zona, apuntando a que la 'izquierda ideologizada' no ha estado al lado de las víctimas de la violencia de la región, y que debería reforzarse la cantidad de carabineros para combatir a quienes realicen actos de violencia e incendien los edificios y maquinaria de la región.
Los dichos de Kast han sido objeto de constante polémica, la cual se incrementó cuando partidarios suyos y miembros de Acción Republicana realizaran comentarios y burlas de pésimo gusto por redes sociales sobre la muerte de Camilo Catrillanca, en donde justificaron su asesinato, lo tildaron de "terrorista", y de que no fue asesinado por carabineros, sino por peruanos que lo confundieron con una "blanca paloma". Estos comentarios por parte de los seguidores de Kast generaron rechazo general en redes sociales.
Posteriormente, Kast dijo que la muerte de Catrillanca fue producto de un "accidente" —aun cuando se demostró múltiples evidencias de que Catrillanca fue en realidad acribillado por carabineros—, y respaldó firmemente el accionar de carabineros en el hecho, negando que en la Región de la Araucanía esta 'militarizada', y que era necesaria la intervención policial o militar para establecer el orden en la región.

#### Relación con reos de Punta Peuco
A mediados de diciembre de 2021, un reportaje de Chilevisión Noticias reveló que José Antonio Kast habría colaborado y gestionado personalmente indultos a los presos del Penal de Punta Peuco, complejo penitenciario donde cumplen sentencia militares en retiro y exagentes del Estado condenados por crímenes de lesa humanidad, torturas y asesinato de civiles durante la dictadura militar de Augusto Pinochet, todo esto durante los gobiernos de Sebastián Piñera; de igual forma, Kast también habría visitado regularmente a Miguel Krassnoff, exagente de la DINA condenado a más de 1000 años de cárcel por tortura y violaciones a derechos humanos. La información fue revelada por Raúl Meza, abogado defensor y representante de los reos de dicho recinto, ocasionando controversia y críticas.
Kast ante el reportaje desdramatizó la polémica, declarando que no habría hablado con el abogado Meza hace 6 años, recalcando además estar en contra del cierre del Penal Punta Peuco y a favor de otorgar indultos a los reclusos del recinto.

Aunque años anteriores, Kast declaró que «conozco a Miguel Krassnoff y viéndolo no creo todas las cosas que se dicen de él. Me regaló su libro y plantea su versión de los hechos».

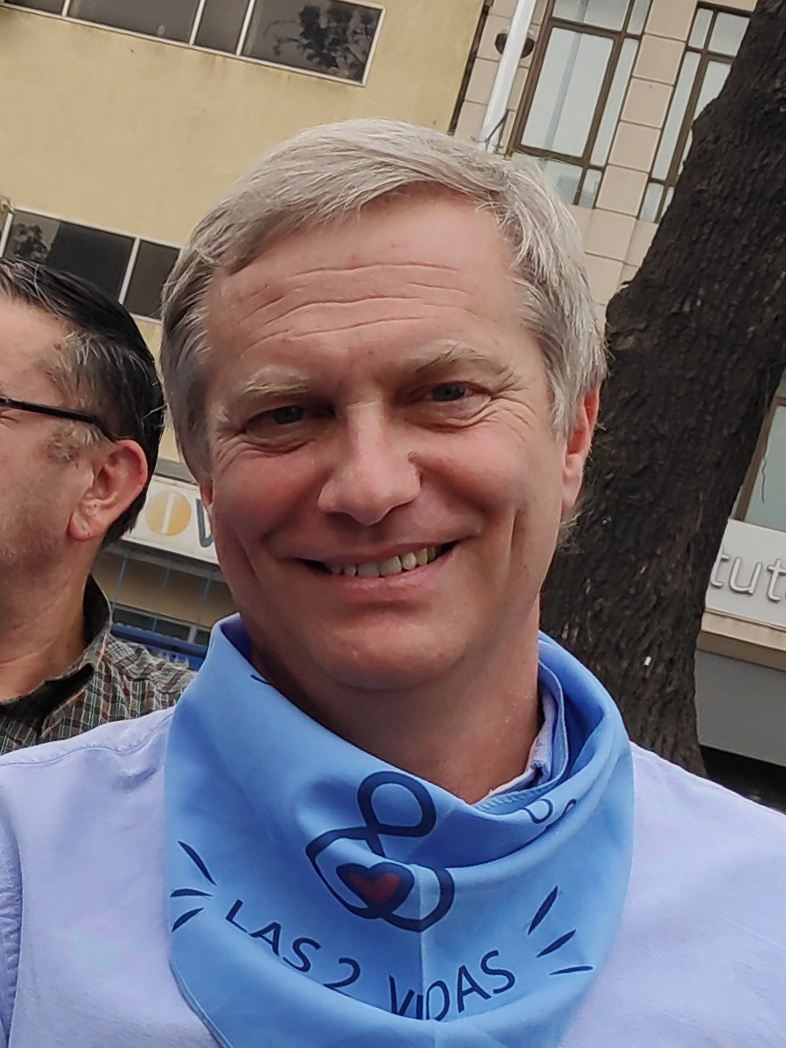
José Antonio Kast en una marcha provida con el pañuelo celeste.

### Diversidad sexual y derechos sexuales y reproductivos
Sus detractores lo han acusado de «homófobo» debido a que Kast se ha mostrado contrario a las leyes vinculadas con la comunidad LGBT, como aquellas sobre el «matrimonio entre personas del mismo sexo» y la «ley de identidad de género».
El 17 de mayo de 2017, cuando se conmemoraba el «día Internacional contra la homofobia», el frontis del Palacio de la Moneda fue iluminado con los colores de la bandera de la diversidad sexual; Kast escribió en redes sociales:

La Moneda se rinde ante una dictadura gay. Las inst. públicas son de todos los chilenos, no de minorías.

También criticó a la alcaldesa de Providencia, Evelyn Matthei, por el hecho de que, junto con los concejales de la Municipalidad de Providencia, estuviera de acuerdo con izar la bandera LGBT en el frontis del municipio, afirmando que solo la bandera chilena debía ondearse. Sus escritos recibieron críticas en redes sociales.
Ante su postura ante el «matrimonio entre personas del mismo sexo», Kast se mostró en contra de su legislación al señalar «no veo a dos hombres igual que como veo a un hombre y a una mujer[; d]os hombres no pueden procrear», defendiendo la postura de que el matrimonio es solo entre dos personas heterosexuales.
En abril de 2018, dos meses después de que la película chilena Una mujer fantástica obtuviera el Premio Óscar a la mejor película extranjera, Kast escribió una columna de opinión en el diario La Tercera donde afirmó que la protagonista de la película, Daniela Vega, «es hombre», y que su caso no debía servir para que el poder legislativo «impusiera» leyes minoritarias en alusión a la «ley de identidad de género». Ante estas declaraciones, Vega señaló: «Yo estoy a otro nivel. No me interesa responderle [...]».
En noviembre de 2018, Kast respaldó al cantante Alberto Plaza por sus dichos durante una entrevista en el programa de TVN Llegó tu hora, donde Plaza cuestionaba la identidad de género de la actriz Daniela Vega, daba duros comentarios hacia los niños transgéneros, y defendía su oposición al aborto, incluido el caso de que fuese una menor de edad víctima de violación. Pese a que los dichos de Plaza fueron objeto de rechazo por una parte de la sociedad, Kast defendió su postura, y consideró que estaba defendiendo «valores trascendentes» en el programa.
En 2009, siendo diputado, se opuso a la entrega de la píldora del día despuésy encabezó la presentación de un recurso ante el Tribunal Constitucional para prohibir su venta y entrega. También se opuso al proyecto de ley de aborto en tres causales y a la ley de identidad de género. En 2017, durante su campaña presidencial, manifestó que una de sus primeras medidas sería revertir la actual ley de aborto.

### Inmigración
Ha manifestado una postura crítica frente a la inmigración irregular en Chile, mostrándose a favor en octubre de 2021 de cerrar la frontera norte del país, además de la excavación de una zanja en sectores estratégicos entre la frontera chileno-peruana y chileno-boliviana.

### Impresión académica
Kast es considerado como un político controvertido en el escenario público de Chile. J. Retamal escribe de él: 

[Tiene] el enfoque clásico conservador chileno y con el modernismo económico de Hayek, Friedman y sus Chicago Boys. Esta nueva decantación «teo-neo-conservadora» se debe, solo en una muy pequeña parte, a una fractura político-programática con la UDI «cosista» de Lavín-Chadwick. Es una decantación que tiene, sin duda, razones sociales, religiosas y culturales más profundas.

Según Daniel Mansuy, el surgimiento de Kast se debe a varias razones, entre ellas, el quiebre del consenso que significó la desaparición de la Concertación de Partidos por la Democracia y su división en diferentes sectores con críticas desde la izquierda a lo obrado en sus 20 años de gobierno. Esa relajación en la centroizquierda fue causante de una relajación en la centroderecha: «una izquierda sin complejos se merece una derecha sin complejos». A ello se suma el voto voluntario que premia a los partidos que se preocupan de su clientela, o como escribe Mansuy «La discusión pública es colonizada por actores más bien periféricos que carecen de visión de conjunto, pero que empujan el debate hacia temas muy específicos». También la falta de un perfil propio de la centro derecha, la UDI y el gobierno, han facilitado el camino a Kast.

### Medioambiente y animales
En 2017 fue el único diputado que votó contra la Ley de tenencia responsable de animales o Ley Cholito. Sus argumentos eran que ésta es una mala legislación y que no apuntaba al fondo del problema.
Es un defensor del rodeo y ha señalado su intención de promoverlo como deporte a nivel nacional. Esto le ha valido la crítica de diversas organizaciones animalistas.
También se opuso a la realización de la COP 2019 en Chile.

## Historial electoral
| Año  | Tipo           | Territorio    | Pacto                   | Partido | Votos     | %     | Resultado      |
| ---- | -------------- | ------------- | ----------------------- | ------- | --------- | ----- | -------------- |
| 1996 | Municipales    | Buin          | Unión por Chile         | Ind     | 6316      | 23.40 | Concejal       |
| 2001 | Parlamentarias | 30.º distrito | Alianza por Chile       | UDI     | 48 025    | 35.45 | Diputado       |
| 2005 | Parlamentarias | 30.º distrito | Alianza                 | UDI     | 47 950    | 31.67 | Diputado       |
| 2009 | Parlamentarias | 30.º distrito | Coalición por el Cambio | UDI     | 53 423    | 35.10 | Diputado       |
| 2013 | Parlamentarias | 24.º distrito | Alianza                 | UDI     | 24 313    | 18.68 | Diputado       |
| 2017 | Presidenciales | Chile         | Independiente           | Ind     | 523 213   | 7.93  | No electo      |
| 2021 | Presidenciales | Chile         | Frente Social Cristiano | PRCH    | 1 961 122 | 27.91 | Segunda vuelta |
| 2021 | Presidenciales | Chile         | Frente Social Cristiano | PRCH    | 3 650 088 | 44.13 | No electo      |

## Reconocimientos
En 2023, la Municipalidad de Lima, con Rafael López Aliaga de alcalde, condecoró a Kast «por su rol en la protección de la vida humana, el matrimonio, la familia y la libertad de conciencia».